# Fußball-Asienmeisterschaft 1956
Die 1. Fußball-Asienmeisterschaft fand vom 1. bis zum 15. September 1956 in Hongkong statt. Es siegte Südkorea.

## Qualifikation
Die Qualifikation war in drei Gruppen organisiert mit je drei Mannschaften. Jede Gruppe war in zwei Runden unterteilt, indem in der ersten Runde die zwei Außenseiter aufeinandertreffen. Der Sieger aus der ersten Runde trat nun in einem Finale gegen den Favoriten in der Gruppe an. Der Sieger aus der Finalrunde war für die Asienmeisterschaft qualifiziert. Hongkong war als Gastgeber für die Endrunde gesetzt.

### Gruppe 1
Israel kam spiellos in die Endrunde, da sich Afghanistan und Pakistan weigerten, gegen Israel anzutreten und sich zurückzogen.

### Gruppe 2

#### Erste Runde
|                   | Gesamt |            | Hinspiel | Rückspiel |
| ----------------- | ------ | ---------- | -------- | --------- |
| Föderation Malaya | 11:50  | Kambodscha | 9:2      | 2:3       |

#### Finale
|            | Gesamt |                   | Hinspiel | Rückspiel |
| ---------- | ------ | ----------------- | -------- | --------- |
| Südvietnam | 7:3    | Föderation Malaya | 4:0      | 3:3       |

### Gruppe 3

#### Erste Runde
|             | Gesamt |          | Hinspiel | Rückspiel |
| ----------- | ------ | -------- | -------- | --------- |
| Philippinen | 0:5    | Südkorea | 0:2      | 0:3       |

#### Finale
|          | Gesamt |        | Hinspiel | Rückspiel |
| -------- | ------ | ------ | -------- | --------- |
| Südkorea | 4:1    | Taiwan | 2:0      | 2:1       |

## Endrunde
| Pl. | Land       | Sp. | S | U | N | Tore    | Diff. | Punkte |
| --- | ---------- | --- | - | - | - | ------- | ----- | ------ |
| 1.  | Südkorea   | 3   | 2 | 1 | 0 | 009:600 | +3    | 05     |
| 2.  | Israel     | 3   | 2 | 0 | 1 | 006:500 | +1    | 04     |
| 3.  | Hongkong   | 3   | 0 | 2 | 1 | 006:700 | −1    | 02     |
| 4.  | Südvietnam | 3   | 0 | 1 | 2 | 006:900 | −3    | 01     |

|                    |   |            |     |
| 1. September 1956  |   |            |     |
| Israel             | – | Hongkong   | 3:2 |
| 6. September 1956  |   |            |     |
| Südkorea           | – | Hongkong   | 2:2 |
| 8. September 1956  |   |            |     |
| Südkorea           | – | Israel     | 2:1 |
| 9. September 1956  |   |            |     |
| Südvietnam         | – | Hongkong   | 2:2 |
| 12. September 1956 |   |            |     |
| Israel             | – | Südvietnam | 2:1 |
| 15. September 1956 |   |            |     |
| Südkorea           | – | Südvietnam | 5:3 |